# Capellades
Capellades est une commune de la province de Barcelone, en Catalogne, en Espagne, de la comarque d'Anoia

## Histoire
A Capellades se trouve le site archéologique de l'abri Romaní correspondent à des occupations moustériennes, liées à la présence de l'homme de Néandertal.